# Измама с ипотека
Измама с ипотека (на английски: Mortgage fraud) – представлява криминално деяние при което намерението е да се злоупотреби материално или да бъде пропусната съществена информация върху молбата за ипотечен кредит с цел подвеждане на решението за отпускане на заем или с цел неправомерно получаване на по-голям заем, отколкото се предвижда по закон и в случай, че заемодателят или кредитополучателят са били запознати с истинските фактически обстоятелства.